# Estończycy
Estończycy (est. eestlased) – naród ugrofiński zamieszkujący Estonię, posługujący się językiem estońskim. Estończycy najbliżej spokrewnieni są z Finami. W kulturze silne są też wpływy skandynawskie i niemieckie. Wierzący Estończycy wyznają głównie protestantyzm (luteranizm), zdecydowana większość jest zaś bezwyznaniowa.
W trakcie II wojny światowej Estonię jako Estońską SRR włączono w skład ZSRR. Na terenie tego kraju osiedliło się wtedy wielu Rosjan, Ukraińców i Białorusinów, którzy w większości pozostali tam do dzisiaj. Współcześnie z powodu polityki ZSRR Estończycy stanowią tylko około 70% mieszkańców Estonii.